# Bắc Sơn (nghệ sĩ)
Bắc Sơn (1931 – 2005) là một nhạc sĩ, diễn viên, giáo viên người Việt Nam. Trong sự nghiệp của mình, ông đã viết khoảng 500 ca khúc nhạc nhẹ, nhạc không lời, đặc biệt những ca khúc âm hưởng dân ca Nam bộ, tham gia góp mặt trong 60 bộ phim, là tác giả của khoảng 80 kịch bản phim và 100 vở kịch nói.

## Cuộc đời và sự nghiệp
Bắc Sơn tên thật Trương Văn Khuê, sinh ngày 25 tháng 12 năm 1931. Ông sinh ra và lớn lên tại xã Phước Lộc (nay là thị trấn Long Thành), huyện Long Thành, Đồng Nai. Năm ông 14 tuổi, cha ông hy sinh trong khi tham gia kháng chiến chống Pháp.
Từ năm 1952 đến 1977, ông là giáo viên dạy học ở nhiều tỉnh. Ông chuyển vào Sài Gòn năm 1965 và bắt đầu được biết đến khi thực hiện chương trình "Quê Ngoại" trên truyền hình.
Bài nhạc đầu tiên của ông là Giòng Đồng Nai sáng tác năm 1955 mà tận bốn năm sau mới được ca sĩ Anh Ngọc hát. Tiếp theo là một loạt bài Sóng vỗ bờ xa, Tình người ra biển, Nắng lên cho đẹp... Trong đó bài Nắng lên cho đẹp được dùng làm nhạc hiệu mở đầu chương trình Hương Quê hằng ngày trên Đài truyền hình Sài Gòn.
Các bài nhạc nổi tiếng nhất của ông đều mang âm hưởng dân ca Nam bộ như Còn thương rau đắng mọc sau hè, Sa mưa giông, Em đi trên cỏ non, Tháng mấy anh về, Gió đưa bông sậy, Còn thương góc bếp chái hè, Con sáo sậu, Bông bí vàng... Riêng bài Còn thương rau đắng mọc sau hè được ông viết làm nhạc nền cho vở kịch truyền hình "Bếp lửa ấm" phát trên Đài Truyền hình Sài Gòn ngày 27 tháng 11 năm 1974. Người trình bày đầu tiên ca khúc này là ca sĩ Hoàng Oanh. Sau 1975, ca sĩ Hương Lan ghi âm lại tại Pháp và bài nhạc nhanh chóng phổ biến. Ca khúc này được Cục Nghệ thuật Biểu diễn chính thức cho phép lưu hành tại Việt Nam từ tháng 5 năm 2017. Ngoài ra, ông còn viết 5 tập nhạc truyện: Hoa đào năm ngoái, Bông bí vàng, Còn thương rau đắng mọc sau hè, Duyên ta như mây, Về thăm quê ngoại. Điều đặc biệt là Bắc Sơn rất ít xuất bản nhạc của mình vì chính ông tự nhận "bài nào cũng lỗ to".
Bắc Sơn còn là một diễn viên nổi tiếng, ông tham gia diễn xuất trong khoảng 60 phim điện ảnh. Một vai được nhiều người biết tới như Sỹ (phim Xa và gần), Năm Ngưu (phim Vùng gió xoáy), Hai Bạc Liêu (phim Người tìm vàng), Phúc (phim Cô Nhíp), ông Tư (phim Con chó phèn)... Vai diễn Năm Ngưu trong phim Vùng gió xoáy đã giúp ông đoạt giải "Diễn viên xuất sắc" tại Liên hoan Phim toàn quốc lần thứ 9. Ngoài diễn xuất, Bắc Sơn cũng là tác giả của 80 kịch bản phim.
Bắc Sơn mất ngày 23 tháng 2 năm 2005, sau thời gian điều trị căn bệnh ung thư phổi.

## Vinh danh
Bắc Sơn được phong tặng danh hiệu Nghệ sĩ ưu tú ngày 3 tháng 2 năm 1997. Năm 2016, quỹ học bổng mang tên ông được An Nông Group lập ra mục đích để trao cho con em nghệ sĩ nghèo, công nhân hậu đài có hoàn cảnh khó khăn được đến trường. Ngoài ra, gia đình nhạc sĩ Bắc Sơn xây dựng 3 ngôi trường dành cho con em công nhân các khu chế xuất và khu công nghiệp ở huyện Bình Chánh, tỉnh Long An. Trong đêm nhạc ngày 27 tháng 10 năm 2016, công ty Tượng sáp Việt đã trưng bày tượng sáp nhạc sĩ Bắc Sơn trong số 100 tượng sáp do công ty thực hiện nhằm tôn vinh những người có đóng góp trong văn hóa nghệ thuật Việt Nam.

## Sáng tác
Danh sách này không đầy đủ, bạn cũng có thể giúp mở rộng danh sách.

### Trữ tình
- 16 cung đàn (1958)
- Bông bí vàng
- Bông bưởi hoa cau
- Buồn một mình
- Bức tranh cao nguyên
- Cây khế sau hè
- Cha
- Chỉ sợ em thành núi biếc
- Chùm bông hoa khế
- Chùm bông sua đũa (Bắc Sơn & Ngọc Bích)
- Chùm hoa phượng nhỏ
- Cối khuya
- Con Tư Bến Tre
- Còn nghe thương thầm
- Con sáo sậu
- Còn thương góc bếp chái hè
- Còn thương rau đắng mọc sau hè (1974)
- Dấu chân trên cỏ
- Đi sống cuộc đời
- Đôi mắt liêu trai
- Đêm nghe bài vọng cổ
- Em đi trên cỏ non
- Giấc ngủ trên tay
- Gió đưa bông sậy
- Giọt sương nhớ lá
- Giòng Đồng Nai (1955)
- Hai mùa mưa nắng
- Hoa nở xuân tình (1958)
- Lặng lẽ
- Lũy tre làng
- Mẹ ngồi sàng gạo
- Mình gặp nhau chăng (1958)
- Mùa bông điên điển
- Mùa bông điên điển 2
- Mưa nắng cao nguyên
- Nắng lên cho đẹp (1956)
- Ngõ trúc vắng
- Ngủ dưới chân mẹ (thơ Kiên Giang)
- Người thủy thủ trầm lặng
- Nhạc đêm
- Qua nhịp cầu tre
- Sa mưa giông
- Sóng vỗ bờ xa (1956)
- Tháng mấy em về
- Thầm hỏi
- Tiếng hát luống cày (1958)
- Tình người ra biển (1956)
- Về thăm quê ngoại
- Vườn ổi sau hè
- Đêm nghe bài vọng cổ

### Hùng ca
Hợp soạn với Phùng Sửu năm 1960
- Tiếng gọi thao trường
- Thanh niên thế hệ mới
- Vùng lên

### Không lời
- Lan
- Lạnh
- Mùa hoa sim năm sau
- Suối mưa

### Thiếu nhi
- Cho đẹp tuổi xanh
- Đường Sài Gòn
- Ganh đua
- Lời buồn người mù
- Màu xanh tương lai
- Nối thêm mối dây
- Về hè
- Thương đời mồ côi
- Tiếng hót họa mi

### Kịch
Mỗi vở dài khoảng 60 phút.
- Lưu Bình Dương Lễ (1956)
- Những kẻ có lòng (1960)